# 新盖尔乌帕齐拉
新盖尔是孟加拉国的一个乌帕齐拉，位於达卡专区的马尼格甘杰县。

## 人口
據1991年孟加拉國人口普查，新蓋爾共有人口231628人，其中男性佔比50.47%，女性49.53%；成年人口117789人。該地7歲以上人口之平均識字率為21.1%。